# والري جوورسكي
والري جوورسكي (بالإنجليزية: Walery Jaworski)‏‏ (20 مارس 1849 - 17 يوليو 1924) كان واحدًا من رواد طب الجهاز الهضمي في بولندا.
في عام 1899 وصف البكتيريا التي تعيش في المعدة البشرية، وأطلق عليها اسم "Vibrio rugula"، كما توقعَ أن تكون المسؤولة عن القرحة في المعدة، وسرطان المعدة، وفقد حمض المعدة. كانت أولى الملاحظات للملوية البوابية. نشر هذه النتائج في عام 1899 في كتابٍ بعنوان "Podręcznik chorób żołądka" («كتيب أمراض المعدة») ولكنه كان متاحًا باللغة البولندية فقط ولم يلاحظه أحد.
تم تأكيد استنتاجاته بشكل مستقل من قبل روبن وارن وباري مارشال، الذي حصل على جائزة نوبل في عام 2005.